# 黑矮星 (漫威漫畫)
黑矮星（英語：Black Dwarf），是漫威漫畫中的虛構超級反派角色，由作家喬納森·希克曼和藝術家傑羅姆·奧佩娜所創作。黑矮星首次於《新復仇者 Vol.3》#8中登場。黑矮星是為薩諾斯工作的外星人團隊闇黑號令的重要成員之一。

## 人物
黑矮星是闇黑號令的成員之一。因為強大力量刀槍不入的皮膚而被薩諾斯選擇。黑矮星亦是同隊成員亡刃的兄弟。他被薩諾斯派往地球從非洲瓦干達開始入侵。然而，他被黑豹和一眾瓦干達戰士擊敗。由於任務失敗，黑矮星被薩諾斯踢出闇黑號令成員的資格。為了戰勝復仇者聯盟，薩諾斯給了黑矮星一個機會，讓他再次成為闇黑號令的成員。與復仇者聯盟戰鬥的過程中，黑矮星被控訴者羅南殺死。在闇黑號令重組時，黑矮星從死裡復活。

## 能力
黑矮星擁有超人的力量、密度、耐久力和刀槍不入的皮膚。

## 其他媒體

### 電影
- 漫威電影宇宙：黑矮星改名為黑曜獵手（Cull Obsidian），由美國男演員泰瑞·諾特利（英语：Terry Notary）飾演[1]。
  - 《復仇者聯盟3：無限之戰》（2018年）
  - 《復仇者聯盟4：終局之戰》（2019年）

### 電視
- 《復仇者聯盟：正義出擊（英语：Avengers Assemble (TV series)）》
- 《銀河守護隊（英语：Guardians of the Galaxy (TV series)）》：由傑西·伯奇（英语：Jesse Burch）配音。
- 漫威電影宇宙
  - 《無限可能：假如…？》第一季（2021年）：動畫劇集
  - 《秘密入侵 (電視劇)》第一季第2集(以電腦檔案出現)（2023年）：

### 遊戲
- 《Marvel：復仇者聯盟（英语：Marvel: Avengers Alliance）》
- 《漫威：未來之戰》：手機遊戲，黑矮星（星骸寂滅）是玩家可使用角色之一[2]。
- 《漫威超級戰爭》

## 外部連結
- Black Dwarf （页面存档备份，存于） 漫畫書數據庫
- Black Dwarf （页面存档备份，存于） 漫威維基百科